# بلو لوك
بلو لوك هي سلسلة مانغا يابانية من تأليف مونيوكي كانيشيرو، بدأت السلسلة منذ أغسطس 2018 في مجلة كودانشا، شونن الأسبوعية. أقتبست إلى مسلسل أنمي من انتاج 8-بت وعُرض من تشرين الأول/أكتوبر 2022 إلى آذار/مارس 2023.
فاز بلو لوك في عام 2021 بجائزة كودانشا للمانغا في فئة الشونن.

## القصة
بعد تأمّل الوضع الرّاهن لكرة القدم اليابانيّة، تقرّر الرابطة اليابانيّة لكرة القدم تعيين المدرّب الغريب والغامض جينباتشي إيغو لتحقيق حلمهم بالفوز بكأس العالم. جينباتشي الّذي يؤمن بأنّ اليابان تفتقر للمهاجم الأناني المُتعطّش للأهداف، يفتتح مركزاً أشبه بسجن يُدعى بلو لوك مهمّته احتواء ثلاثمئة مُهاجم موهوب من المدارس الثانويّة المتوزّعة في كلّ أنحاء اليابان وعزلهم وزجّهم ضدّ بعضهم الآخر. سيكسب النّاجي الوحيد من بلو لوك الحقّ في أن يصبح مُهاجماً في المنتخب الوطني، ومن يُهزَم سوف يُحرَم من الانضمام للفريق للأبد.

## الشخصيات
- يويتشي إيساغي

أداء صوتي: جوليان شعيا
- ميغمورو باتشيرا

أداء صوتي: عصام مطر
- هيوما تشيغيري

أداء صوتي: شادي شمص
- غوريمو إيغاراشي

أداء صوتي: شادي شمص
- رينسُكي كونيغامي

أداء صوتي: شربل بحري
- ريوسُكي كيرا

أداء صوتي: شربل بحري
- جينباتشي إيغو

أداء صوتي: روميو الورشا
- سييشيرو ناغي
- ريو ميكاغي
- رين إيتوشي

## الأنمي
الموسم الأول من مسلسل الأنمي من إخراج تيتسواكي واتانابي وانتاج ستوديو 8-بت حيث عُرض من تشرين الأول/أكتوبر 2022 إلى آذار/مارس 2023، وأعلن مع انتهاء الموسم الأول عن موسم ثانٍ وفيلم أنمي مسبق للأحداث بعنوان بلو لوك: حلقة ناغي.

## الجوائز والترشيحات
| قائمة الجوائز والترشيحات | قائمة الجوائز والترشيحات | قائمة الجوائز والترشيحات | قائمة الجوائز والترشيحات | قائمة الجوائز والترشيحات | قائمة الجوائز والترشيحات |
| السنة                    | الجائزة                  | الفئة                    | المستلم                  | النتيجة                  | م.                       |
| ------------------------ | ------------------------ | ------------------------ | ------------------------ | ------------------------ | ------------------------ |
| 2025                     | جوائز كرانشي رول للأنمي  | أفضل أداء صوتي - العربية | محمد سامي                | رُشِّح                      | [ 6 ]                    |
| 2025                     | جوائز كرانشي رول للأنمي  | أفضل أداء صوتي - العربية | جوليان شعيا              | رُشِّح                      | [ 6 ]                    |
| 2025                     | جوائز كرانشي رول للأنمي  | أفضل اداء صوتي - الهندية | رانجيت تيواري            | رُشِّح                      | [ 6 ]                    |